# Fläckfingersvamp
Fläckfingersvamp (Ramaria sanguinea) är en svampart som först beskrevs av Christiaan Hendrik Persoon, och fick sitt nu gällande namn av Lucien Quélet 1888. Enligt Catalogue of Life ingår Fläckfingersvamp i släktet Ramaria,  och familjen Gomphaceae, men enligt Dyntaxa är tillhörigheten istället släktet Ramaria,  och familjen Ramariaceae. Arten är reproducerande i Sverige. Inga underarter finns listade.